# Глухой губно-губной дрожащий согласный
Глухой губно‐губной дрожащий согласный — согласный звук, использующийся в некоторых разговорных языках. В МФА обозначается как ʙ̥.
Этот звук возникает в таких языках, как ком, паранский арара и саркский диалект.

## Особенности
- Место образования: губно‐губной
- Способ образования: дрожащий
- Тип фонации: глухой

## Возникновение
| Язык            | Язык            | Слово      | МФА        | Значание                               |
| --------------- | --------------- | ---------- | ---------- | -------------------------------------- |
| Паранский арара | Паранский арара | [ʙ̥utakeni] | [ʙ̥utakeni] | 'маленькие и круглые возделанные поля' |
| Ком             | Ком             | [ʙ̥ɨmɨ]     | [ʙ̥ɨmɨ]     | 'верить'                               |